# رينسبيد
أنشأت شركة رينسبيد (Rinspeed) السويسرية بواسطة فرانك ريندركنخت (Frank Rinderknecht) عام 1977 وبدأت الشركة نشاطها كمستورد لفتحات سقف السيارات من الولايات المتحدة وكمعدل للسيارات لتناسب ذوى الاحتياجات الخاصة.
في أوائل سنين عمل الشركة بدأ أول نشاط تطويروتعديل السيارات على السيارة فولكس فاجن جولف ففى عام 1979 قدمت رينسبيد السيارة «جولف تيربو» المبنية على أساس الجولف GTi ثم استكملت تعديلها لتقدمها ببعض الاضافات مثل الأبواب التي تفتح لأعلى (Gull-Wing Door) وذلك عام 1981.
تطورت الشركة على مدى أكثر من 30 عاما لتصبح واحدة من أشهر الشركات المتخصصة على مستوى العالم في ترميم السيارات الكلاسيكية القديمة بالإضافة إلى تعديل السيارات الحديثة لينتظر عشاقها بفارغ الصبر اضافاتها الملموسة لعالم السيارات كل عام في معرض سيارات جنيف بسويسرا.
من أمثلة التعديلات التي تقوم بها شركة رينسبيد على السيارات السيارة رينسبيد «البدوية» (Rinspeed Bedouin) هذة السيارة البيك أب (pick-up) الفسيحة ذات المقعدين بضغطة زر يمكنها التحول في أقل من 10 ثوانى إلى سيارة ذات أربع مقاعد رياضية (Porsch 911 Type 996 Carrera) سرعتها القصوى 250 كم/ساعة (سرعة محددة إلكترونيا وميكانيكيا) وتنطلق من صفر إلى 100 كم/ساعة في زمن قدرة 5.9 ثوانى تقريبا ويمكن قيادتها على مختلف أنواع الطرق. من سمات السيارة رينسبيد البدوية انها تعمل بالبنزين والغاز الطبيعى وتعد أسرع سيارة في العالم تعمل بالغاز الطبيعى.
ومثال آخر هام وهي السيارة الاختبارية رينسبيد سكوبا (Rinspeed sQuba) وهي سيارة كهربائية ذات مقعدين رياضية التصميم أنيقة المظهر ولكن لا يكفى هذا لتكون أسطورة من أساطير شركة رينسبيد. خلف المظهر الجميل تخفى السيارة سكوبا شيء شاهدناة –كخدعة سينمائية وليس حقيقة- في أفلام جيمس بوند. السيارة سكوبا تستطيع الغوص براكبيها لمسافة 10 أمتار ثم تسير بهما بسرعة 3 كم/ساعة تحت الماء.
ومن سيارات رينسبيد الاختبارية الأخرى الجديرة بالذكر السيارة رينسبيد أي تشينج (Rinspeed iChange) ورينسبيد أكزاسيز (Rinspeed eXasis) ورينسبيد أكس ترام (Rinspeed X-Trem) ورينسبيد سنسو (Rinspeed Sinso) ورينسبيد سبلاش (Rinspeed Splash) وغيرهم من السيارات التي يمكن التعرف عليها على موقع شركة رينسبيد الالكترونى www.rinspeed.com.